# Tienopiridina
Tienopiridinas são uma classe de inibidores dos receptores ADP P2Y12 utilizados clinicamente por suas atividade antiplaquetárias.

## Examplos
Essa drogas incluem:
- Prasugrel,[1]
- Ticlopidine (Ticlid),
- Clopidogrel (Plavix).